# P.T.O.: Pacific Theater of Operations
P.T.O. - Pacific Theater of Operations (Japans: 提督の決断) is een computerspel dat werd ontwikkeld en uitgegeven door Koei. Het spel is een turn-based strategy of oorlogssimulatiespel. Het spel kwam uit 1993 voor de PC-88 en de PC-98. Later volgde ook andere populaire homecomputers uit die tijd. De speler kan de kant van Japan of de geallieerde kiezen.

## Platforms
| Jaar | Platform               |
| ---- | ---------------------- |
| 1989 | PC-88, PC-98           |
| 1990 | FM Towns, Sharp X68000 |
| 1991 | MSX 2, MSX Turbo R     |
| 1992 | SNES, Sega Mega Drive  |
| 1993 | DOS                    |

## Scenario's
| Scenarios:                                  | Date            |
| ------------------------------------------- | --------------- |
| Negotiations Breakdown (long-term campaign) | 1 november 1941 |
| Attack on Pearl Harbor                      | 8 december 1941 |
| Battle of the Coral Sea                     | 7 mei 1942      |
| Battle at Midway                            | 5 juni 1942     |
| Battles of the Solomon Islands              | 8 augustus 1942 |
| Battles in the South Pacific                | 26 oktober 1942 |
| Assault on the Marianas                     | 19 juni 1944    |
| Battle for the Philippines                  | 23 oktober 1944 |
| Okinawa Offensive                           | 7 april 1945    |

## Ontvangst
| Beoordeeld door | Platform        | Datum        | Score |
| --------------- | --------------- | ------------ | ----- |
| Game Players    | Sega Mega Drive | oktober 1993 | 77%   |